# مدرب لايف ستايل
ينصح معلمو اسلوب الحياة (يُطلق عليهم أيضًا مدربين على نمط الحياة ومدربين على نمط الحياة ومستشاري أسلوب الحياة) للناس كيف يمكنهم جعل أنفسهم أكثر سعادة وانتاجية من خلال التغييرات في نمط حياتهم وطريقة الحياة الصحيحة. مدربوا لايف ستايل هي مهنة شائعة لدى العديد من المشاهير، بما في ذلك شيري بلير ومادونا في التسعينيات والألفينيات.
ومن الأمثلة البارزة على معلمي أسلوب الحياة كارول كابلين، التي عملت كخبير أسلوب حياة لعائلة بلير.

## الانتقاد
تعرض معلمو أسلوب الحياة لانتقادات شديدة في السنوات الأخيرة، حيث كانت معظم الانتقادات تتعلق بفائدتهم وفعالية ما يقدمونه من ارشادات واساليب. تركزت انتقادات أخرى على التصور بأنها من أعراض عدم الارتداد في مجتمع اليوم.
كان فرانك فوريدي، أستاذ علم الاجتماع في جامعة كينت، كان ناقدًا بارزًا لمعلمي أسلوب الحياة. تلقى معلمو أسلوب الحياة انتقادات لوعظهم بأفكار غير علمية أو غير مثبته علمايا وبالتالي التأثير على الرأي العام. عام 2017، اتهم مقال نُشر في Vox معلمو النمو الشخصي بأنهم «كل الدخان والمرايا» وانهم «لعبة منافق» ويتحدثون عن «فن الهراء» والذي يهدف إلى كسب المال من بيع ارشادات أو قصص أو بيع الامل، أو بيع منتج مثل الكتب أو المؤتمرات.